# Пиюсти

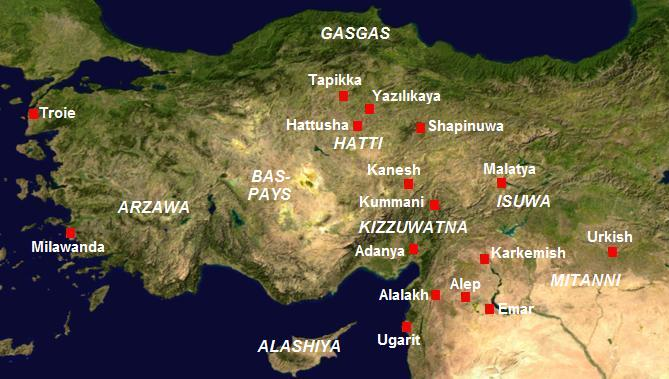
Карта, показывающая, где правил Пиюсти до того, как он потерпел поражение.

Пиюсти или Пийушти был царем Хаттусы в XVIII веке до нашей эры. В тексте Анитты он упоминается как потерпевший поражение от Анитты как минимум два раза.

## Анитта и Пиюсти
Во втором бою войско Пиюсти потерпело поражение у города Шалампа. После того, как защитники Хаттусы ослабели от голода, Анитта смог штурмовать город. Анитта полностью разрушил и проклял столицу Хатти. Поздним хеттским царям пришлось полностью восстанавливать город.